# Александріна Баденська
Александрі́на Ба́денська (нім. Alexandrine von Baden), повне ім'я Александріна Луїза Амалія Фредеріка Єлизавета Софія Баденська (нім. Alexandrine Luise Amalie Friederike Elisabeth Sophie von Baden), 6 вересня 1820 — 20 грудня 1904) — баденська принцеса з династії Церінгенів, донька великого герцога Баденського Леопольда та шведської принцеси Софії, дружина герцога Саксен-Кобург-Готи Ернста II.

## Біографія
Александріна народилась 6 вересня 1820 року в Карлсруе. Вона стала первістком в родині спадкоємного принца Бадену Леопольда та його дружини Софії Шведської, з'явившись на світ на другий рік після їхнього весілля. Невдовзі у неї з'явилося п'ятеро молодших братів. Мешкало сімейство спокійним усамітненим життям.
У 1830 році батько став правлячим великим герцогом Бадену. Надалі родина мешкала в палаці Карлсруе, літо проводили у Новому замку в Баден-Бадені. В цей час у Александріни з'явились ще один молодший брат та сестра Марія. З часом відносини між батьками погіршилися, оскільки до Леопольда дійшли чутки про участь дружини у вбивстві Каспара Гаузера.
У 1838 році імператор Російської імперії Микола I схвалив кандидатуру Александріни як нареченої для царевича Олександра. Після попередніх переговорів, спадкоємець престолу прибув навесні 1839 року до Карлсруе для особистого знайомства. Втім, зустріч та бесіда розчарували обох. Доки Александріна розмовляла про поезію Гете та Шиллера, великий князь відверто нудьгував. Граф Олексій Орлов, який супроводжував Олександра, доповів імператору, що принцеса зовсім не є привабливою: «Зросту середнього, непоказна, ніякої привабливості у фігурі; добра, на мою думку; в розмові досить приємна; добре вихована; але загалом нічого видатного». Олександр на зворотньому шляху з Бадена познайомився з 14-річною Марією Гессен-Дармштадтською, яка стала його дружиною.

Восени 1839 року в Александріни з'явилась найменша сестра — Цецилія. За рік Александріну вперше побачив спадкоємний принц Саксен-Кобург-Готи Ернст. У січні 1842 року відбулися їхні заручини.

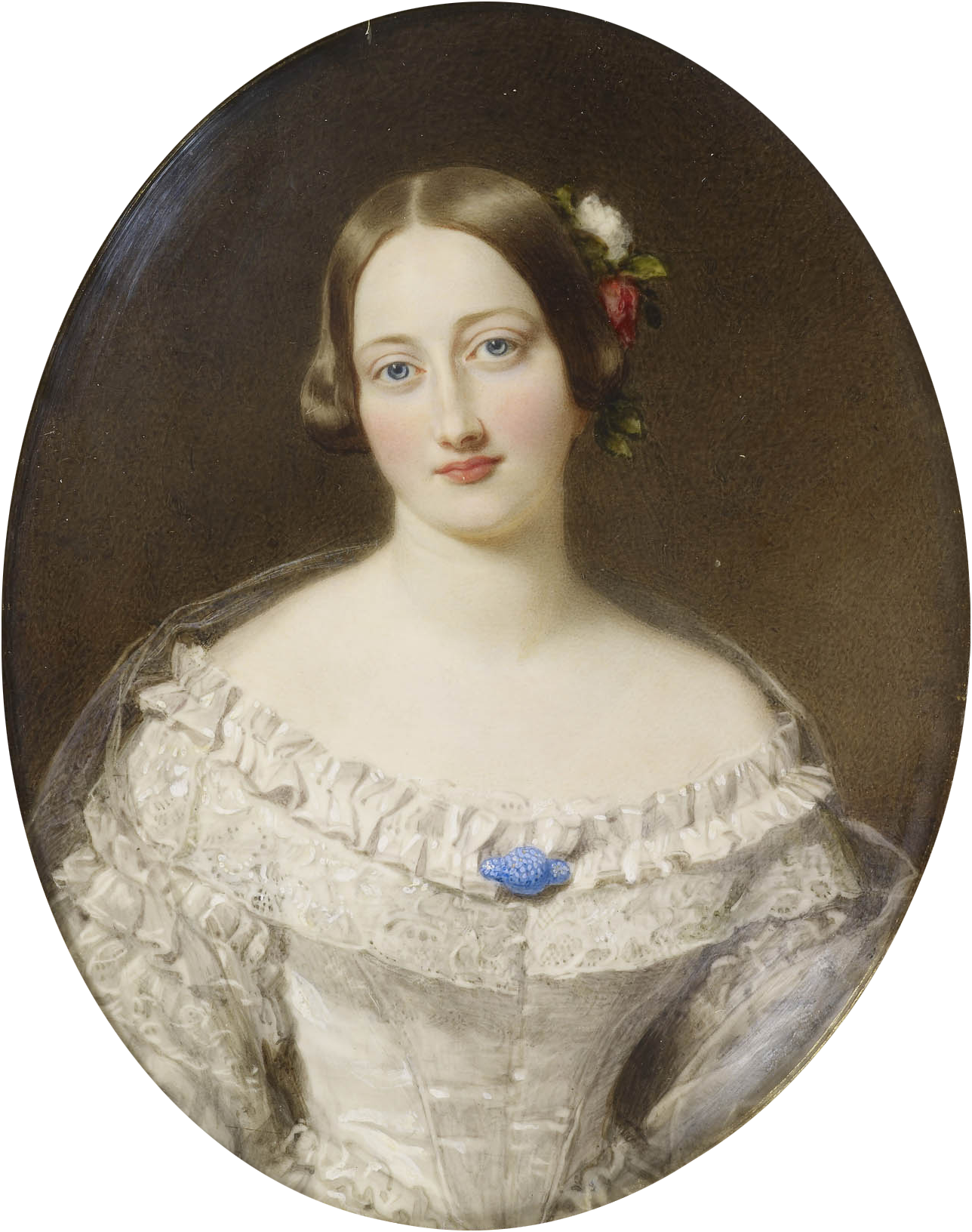
Портрет Александріни пензля В. Росса

Наречений був відомий своїм розпусним життям та вже переніс венеричну хворобу. Рідня намагалася оженити його, аби він став порядною сімейною людиною. Весілля 21-річної Александріни та 22-річного Ернста пройшло 3 травня 1842 року в Карлсруе. У липні пара відвідала Лондон та Брюссель, у квітні 1843 — Париж. Після цього провели ідилічний рік у замку Калленберг з англійським ландшафтним садом та парком дикої природи навкруги нього. Неподалік також був відомий звіринець. Замок надалі виконував функції літньої резиденції.
Взимку 1844 року Ернст став правлячим герцогом Саксен-Кобург-Готи, а Александріна — герцогинею-консортом. У тому ж році подружжя відвідало родичів у Великій Британії. Александріна на всіх справила добре враження, особливо на дружину свого дівера, королеву Вікторію. В той час герцогиня ще сподівалася народити спадкоємця і розповідала про свої лікування в Бад-Емсі. Елеонора Стенлі, одна із фрейлін королеви, знаходила її «дуже приємною та вродливою жінкою».

Займалася благодійністю та користувалася в герцогстві популярністю. Підтримувала численні благодійні фундації, так як Ernst-Stiftung для нужденних студентів та Ernst-Alexandrinen-Witwenstiftung для вдів, через пожертви. Протегувала приватній школі для дівчаток у Кобурзі, відкритій у 1852 році.

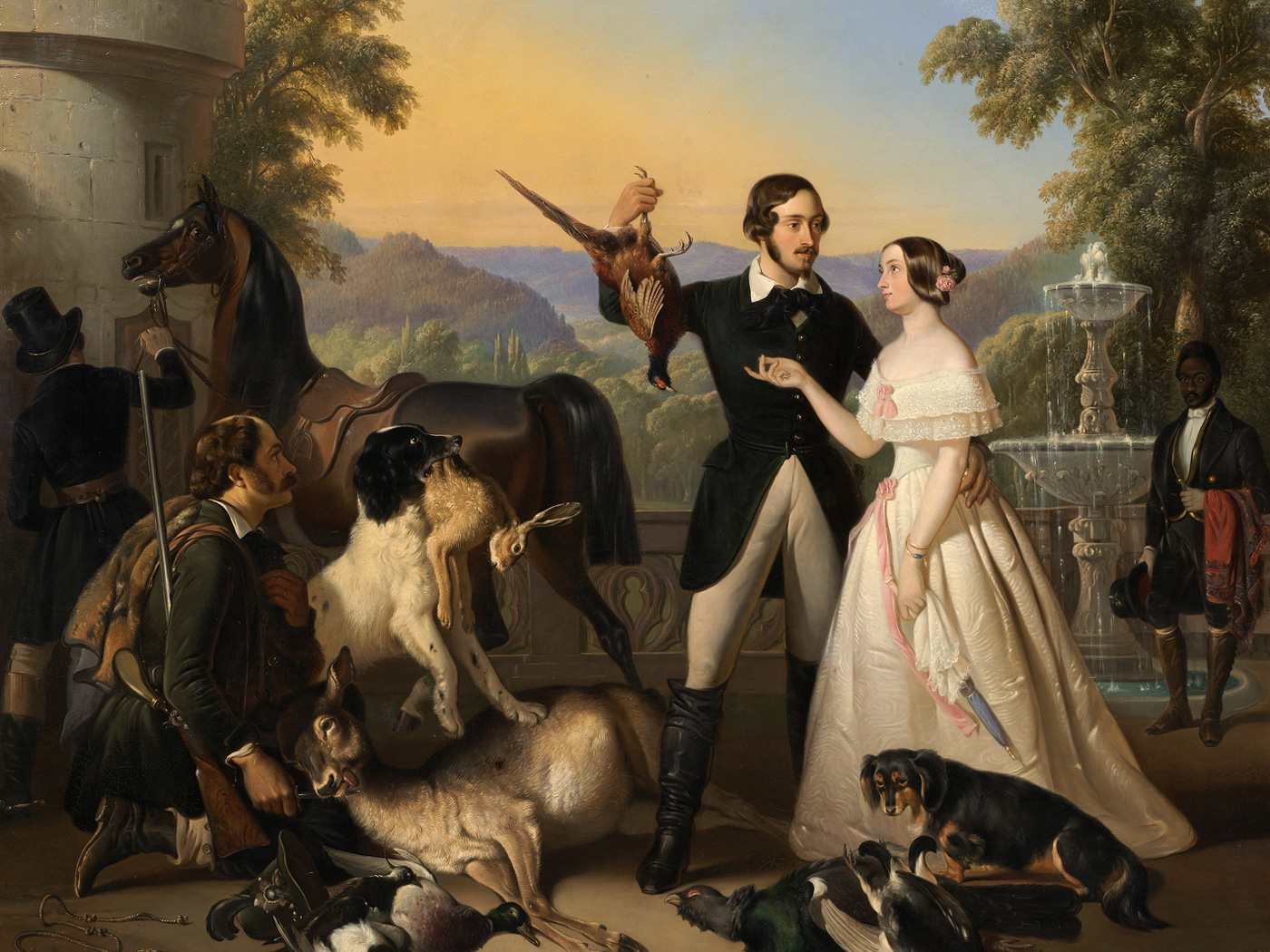
Подружжя на картині Радена Салеха, 1844, замок Еренбург

Наприкінці 1850-х, коли надія на дітей майже пропала, Ернст став все менше цікавитися дружиною. Хоча близькі розуміли, що безпліддя пари ймовірніше за все викликано його колишньою венеричною хворобою, Александріна, здавалося, смиренно прийняла бездітність як власну провину. Герцог продовжував заводити численних коханок, Александріна натомість залишалася йому вірною та відданою супутницею, зберігаючи веселий характер. Певний час дві з коханок Ернста жили разом з ними. Такі відносини подружжя пантеличили їх численних родичів. Королева Вікторія була вражена готовністю Александріни вибачати чоловіка й вважала його поведінку жахливою. З часом манера Ернста одягатися все частіше давала привід для жартів молодого покоління. Александріна зазвичай слідкувала за чоловіком та називала його «Мій скарбǃ».
У березні 1862 року пара здійснило подорож до Єгипту, й Александріна захворіла на черевний тиф. Їй вдалося вижити, а її лікар Теодор Більгарц помер.

Під час австро-прусської та франко-прусської воєн доглядала поранених у складі Червоного Хреста.

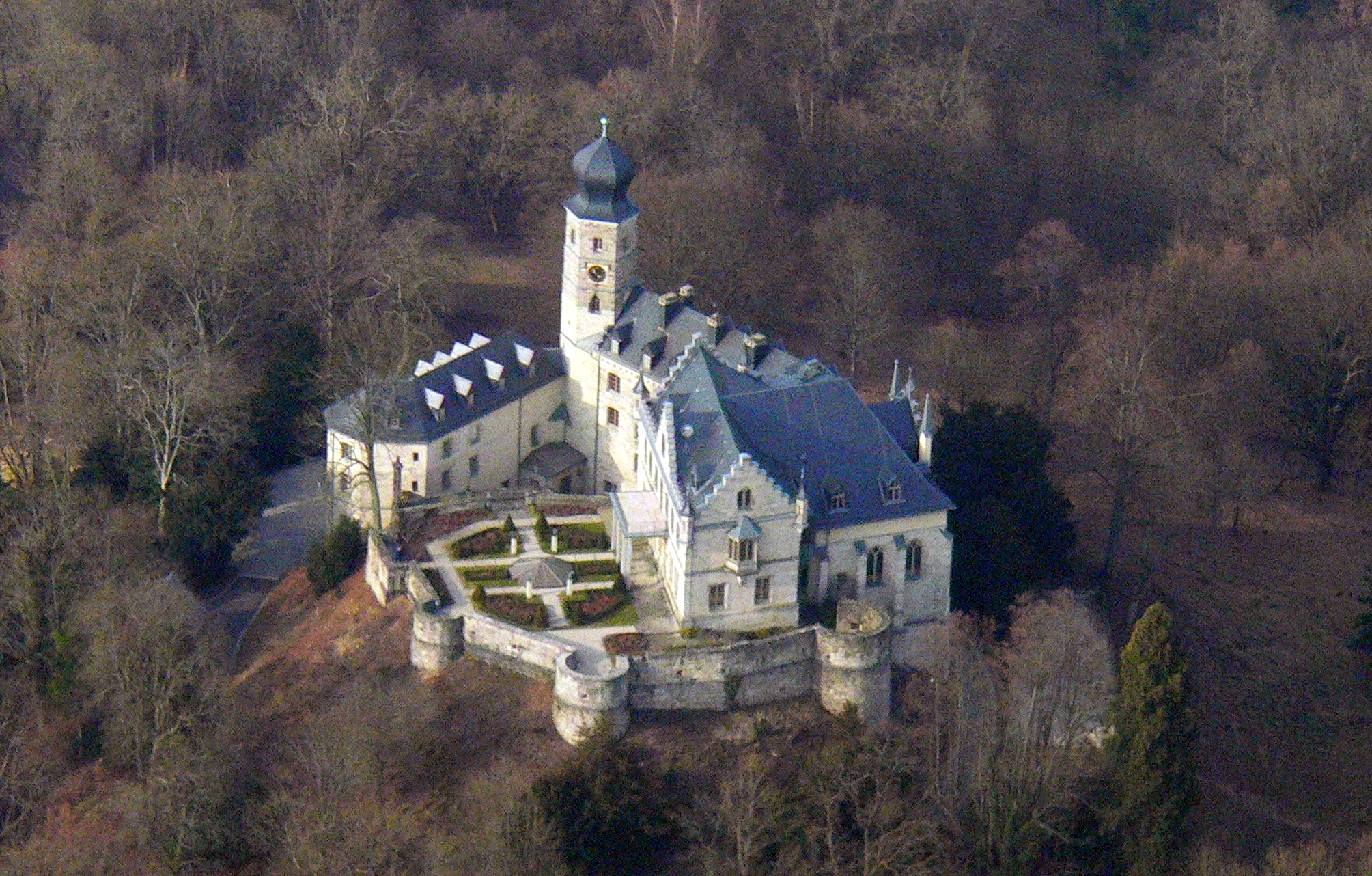
Замок Калленберг

У 1893 році Ернст пішов з життя. Наступним герцогом Саксен-Кобург-Готським став його небіж Альфред, одружений із російською великою княжною. Александріна оселилася у замку Калленберг. В останні роки продовжувала займатися благодійністю. У 1899 році заснувала фундацію громадських бань, а наступного року надала їй для будівництва 120 000 марок. Громадські бані Ернста та Александріни були відкриті у Кобурзі вже після її смерті. Також у 1900 році заснувала Фонд школи Александріни та виділила йому 100 000 марок. Нова будівля школи була відкрита у серпні 1902 року.
Померла 20 грудня 1904 року. Похована у герцогському мавзолеї на Глокенберзькому цвинтарі у Кобурзі.

## Нагороди
- Орден Луїзи (Прусське королівство);
- Орден Терези (Баварське королівство);
- Орден королеви Марії Луїзи № 894 (Іспанія).